# Kong Kham
Koning Somdetch Brhat-Anya Chao Gunakama, beter bekend onder de naam Kong Kham volgde zijn neef, Youkhon, op als zesde koning van Lan Xang in 1430. Hij was een zoon van koning Phaya Samsenthai en prinses Nayunsari. Voordat hij koning werd was hij gouverneur van Muang Xieng Sa (Chieng Sa). Net als zijn twee neven die hem voorgingen zou hij maar kort heersen, namelijk 1 jaar en 6 maanden. Hij werd daarna net als zijn voorgangers vermoord in opdracht van zijn zus Kaeva Kumari (Keo Phim Fa) bij de plaats Kokrua in 1432. Voor zover bekend had hij geen kinderen. Hij werd opgevolgd door zijn broer, Kham Tam Sa.